# 카쇼에이라두술

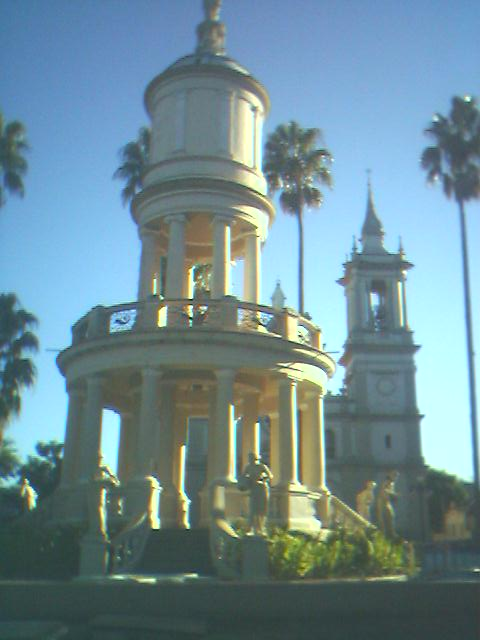
카쇼에이라두술 성당

카쇼에이라두술의 위치

카쇼에이라두술(포르투갈어: Cachoeira do Sul)은 브라질 히우그란지두술주의 도시로 면적은 3,715km2, 높이는 68m, 인구는 89,669명(2006년 기준), 인구 밀도는 24명/km2이다. 도시가 설립된 시기는 1820년 4월 9일이다. "쌀의 국가 수도"(Capital Nacional do Arroz)라는 별명을 갖고 있다.

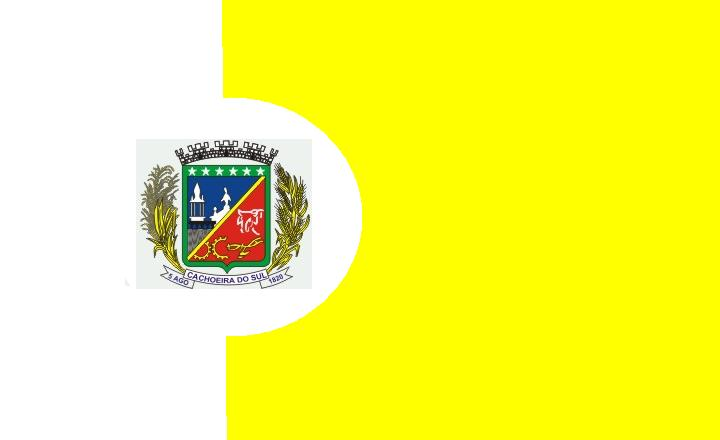
시기